# 神奈川県立田奈高等学校
神奈川県立田奈高等学校（かながわけんりつ たなこうとうがっこう、英: Kanagawa Prefectural Tana High School）は、神奈川県横浜市青葉区桂台に所在する公立高等学校。

## 概要
2009年（平成21年）度から神奈川県立釜利谷高等学校、神奈川県立大楠高等学校と共に、学力試験を行わないクリエイティブスクールとなる。

## 設置学科
- 普通科（クリエイティブスクール）

## 沿革
- 1978年（昭和53年） - 創立（5月1日を開校記念日とする）。
- 2003年（平成15年） - 学力向上フロンティアハイスクール事業の研究指定。
- 2006年（平成18年） - 学力向上拠点形成事業の指定。
- 2007年（平成19年） - 神奈川県より「学習意欲を高める全日制の新たな学校のしくみづくり」（クリエイティブスクール）の指定。
- 2026年（令和8年） -  神奈川県立麻生総合高等学校と統合予定[1]。

## 学校の状況
卒業生の進路に関する資料によれば、2021年（令和3年）度の卒業生の進路は四年制大学9.6%、短期大学1.2%、専門学校25.4%、就職が38.1%、進路未定25.4%である。

## 部活動
- 運動部 - 硬式野球、サッカー、陸上競技、硬式テニス、バドミントン、剣道、バスケットボール、バレーボール、卓球、ラグビー、ソフトボール、ダンス
- 文化部 - 吹奏楽、軽音楽、美術、パソコン、茶道、アニメ研究、文芸写真、被服、書道、演劇

## アクセス
- 東急田園都市線 青葉台駅から東急バス 青61「日体大」行き、青118「奈良北団地」行きで「田奈高校」下車 徒歩約3分[3]

## 著名な出身者
- 長瀬智也（ミュージシャン、俳優、タレント、TOKIO元メンバー）※中退
- ぐっち（お笑い芸人、ぷらんくしょんメンバー）
- 中山正敏（リポーター）
- 和田まどか（プロボクサー）
- 安斉かれん（歌手）